# Micko Larkin
Michael Joseph "Micko" Larkin (Hammersmith, Londres, 9 de enero de 1963) es un músico inglés de origen irlandés, más conocido como el guitarrista de Larrikin Love, Hole y más recientemente, como parte de la banda de acompañamiento de Courtney Love.

## Biografía

### 1986-2006: Primeros años y carrera musical
Larkin nació de padres irlandeses. En 2005, formó el efímero Larrikin Love con el vocalista Edward Larrikin, la bajista Alfie Ambrose y el baterista, Coz Kerrigan. La banda se describe en la revista NME como parte de la ficción "escena de Thamesbeat", y ha lanzado un álbum durante su carrera, The Freedom Spark y seis sencillos. Larrikin Love se disolvió el 4 de mayo de 2007, después de que los miembros del grupo cada vez más comenzaron a embarcarse en otros proyectos musicales.

### 2007-presente: Reformación de Hole y como guitarrista de Courtney Love
Después de la ruptura de Larrikin Love, Larkin se mudó a Los Ángeles para trabajar con la exlíder de Hole, Courtney Love. Mairead Nash, mánager de los grupos de indie pop Florence and the Machine y Queens of Noize, lo recomendó a Love en junio de 2007, y después de su audición se convirtió en el guitarrista del grupo solista de Love, titulado extraoficialmente The Courtney Love Band. Larkin se unió a la banda junto a la bajista Patricia "Pato" Vidal, el baterista Stu Fisher, la pianista Bethia Beadman y el guitarrista Liam Wade. Love y la banda embarcaron en un viaje corto al Reino Unido en 2007, incluida una fecha adicional en París, Francia, en julio de 2007.
El 17 de junio de 2009, Love y Larkin anunciaron la reformación de la banda anterior de Love, Hole mediante un webblog de NME. Larkin reemplazó al exguitarrista y cofundador, Eric Erlandson en guitarra. En los meses siguientes, Erlandson y la exbajista, Melissa Auf der Maur afirmaron que ninguna reunión podría llevarse a cabo debido a un contrato de Love y Erlandson firmado en 2002 después de fractura inicial de la banda que declaró que el nombre Hole no podría ser utilizado por cualquiera sin la implicación mutua. A pesar de esto, procedió la reunión de Hole. El cuarto álbum de estudio de Hole, Nobody's Daughter, incluye a Larkin en guitarra, como coproductor y como principal coescritor en cuatro pistas, añadiendo también partes adicionales de canciones previamente escritas como «Pacific Coast Highway» y «Samantha».
En noviembre de 2012, Courtney anunció en la cuenta de Twitter de su línea de ropa que «Desde ahora la banda se llamará Courtney, Hole está muerto», afirmando que volvería a trabajar bajo su nombre, con Larkin, el bajista Shawn Dailey y el baterista Scott Lipps como su banda de acompañamiento. Además, tiene planes de lanzar un nuevo álbum, titulado a Died Blonde, en el invierno de 2013.